# Fisher-Price
Fisher-Price is een Amerikaans bedrijf dat speelgoed maakt voor baby's en kinderen. Het hoofdkwartier van de speelgoedfabrikant staat in East Aurora, New York. Sinds 1993 is het bedrijf onderdeel van Mattel.

## Geschiedenis
Fisher-Price werd in 1930 opgericht door Herman Fisher, Helen Schelle, Irving Price en zijn vrouw Margaret Evans Price. De naam kwam tot stand door twee van de drie achternamen van de oprichters met elkaar te combineren. Fisher had eerder ervaring opgedaan in de productie en verkoop van spellen, terwijl Schelle een eigen speelgoedwinkel had gehad.
Het eerste speelgoed werd gemaakt van stevig metaal en hout van de gele den, wat daardoor bijna niet versplinterde. Vanaf vrijwel het begin liep de verkoop goed. Vanaf het begin van de jaren 50 begon Fisher-Price met de productie van plastic speelgoed. In het decennium daarop werd een nieuwe speelgoedlijn gelanceerd. Met de Play Family, tegenwoordig bekend onder de naam Little People, zou Fisher-Price uitgroeien tot een wereldwijd bekend merk.
Herman Fisher ging in 1969 op 71-jarige leeftijd als de laatste oprichter met pensioen. Quaker Oats Company kocht het bedrijf in datzelfde jaar. In 1972 nam Fisher-Price de Nederlandse fabrikant Steinmeier en Co. over die onder de naam Simplex, speelgoed en leermiddelen op de markt bracht. In 1975 ging deze Nederlandse tak failliet.  
In 1991 ging Fisher-Price naar de beurs, maar kwam in 1993 in handen van Mattel en verdween daarmee ook weer van de beurs.
Sinds het begin van haar bestaan heeft Fisher-Price ongeveer vijfduizend verschillende soorten speelgoed op de markt gebracht.